# Lèmming comú
El lèmming comú (Lemmus lemmus) és una espècie de rosegador de la família dels cricètids. Viu a Finlàndia, Noruega, Rússia (incloent-hi Nova Terra) i Suècia. Ocupa diversos tipus d'hàbitats alpins i subàrtics. A l'estiu prefereix zones més humides i a l'hivern prefereix zones més seques. És una espècie en risc mínim, és a dir, no sembla que hi hagi cap amenaça significativa per a la seva supervivència. El seu nom específic, lemmus, significa ‘lèmming’ en llatí.